# 傑夫·布羅斯
傑佛瑞·艾蘭·布羅斯（英語：Jeffrey Alan Burroughs，1951年3月7日—），為美國職棒大聯盟的外野手，生涯曾效力過參議員/遊騎兵、勇士、水手、運動家與藍鳥等隊。
布羅斯生涯入選過2次明星賽，他在1974年拿下美聯打點王和年度MVP。他的兒子Sean Burroughs也是一名大聯盟球員。

## 職業生涯
1969年大聯盟選秀，布羅斯以狀元之姿被參議員隊(今遊騎兵)選走。隔年他就升上大聯盟，當時他才19歲。
在遊騎兵的前四年，布羅斯平均能敲出單季25轟以上。1973年，他更是以30轟寫下個人新高。1974年，布羅斯迎來了生涯年，他以3成01的打擊率，敲出25轟與118分打點的成績，拿下美聯打點王和MVP。他也成為史上第一位拿下年度MVP的選秀狀元，也是遊騎兵隊史第一人。1974年球季中，遊騎兵和印地安人發生了十分錢啤酒夜暴動。布羅斯不但被喝醉酒的球迷搶走帽子，還被幾名酒醉的球迷揍了幾拳。
1976年12月2日，勇士隊用Ken Henderson、Dave May、Roger Moret、Adrian Devine和Carl Morton向遊騎兵交易來布羅斯。隔年他敲出41轟與114分打點。1978年，他再度入選明星賽。
到了生涯後期，布羅斯轉型成為指定打擊和代打。1985年，他加入藍鳥隊。整季出賽86場比賽，打擊率為2成57，並敲出6轟與28分打點。他也終於在退休前嘗到季後賽的滋味，他在美聯冠軍賽第七場9局下擔任代打，並擊出滾地球出局。

## 退休之後
在卸下球員身分後，布羅斯到了兒子的少棒隊執教，並在1992年和1993年帶隊拿下世界少棒大賽冠軍。

## 生涯打擊成績
| 出賽次數 | 打席 | 打數 | 得分 | 安打 | 二安 | 三安 | 全壘打 | 打點 | 盜壘 | 保送 | 三振 | 打擊率 | 上壘率 | 長打率 | OPS  |
| -------- | ---- | ---- | ---- | ---- | ---- | ---- | ------ | ---- | ---- | ---- | ---- | ------ | ------ | ------ | ---- |
| 1689     | 6449 | 5536 | 720  | 1443 | 230  | 20   | 240    | 882  | 16   | 831  | 1135 | .261   | .355   | .439   | .795 |

## 外部連結
- 球員資訊和成績在MLB，ESPN，Retrosheet ，Baseball Reference ，Baseball Reference (Minors) ，Fangraphs ，The Baseball Cube （英文）

| 前任： Tim Foli | 大聯盟選秀狀元 1969年 | 繼任： Mike Ivie |